# 投法
投法（とうほう）とは、野球、ソフトボールの投手がボールを投擲（投球）する方法のこと。投球フォーム（とうきゅうフォーム）とも称される。

## 野球における概要
野球の投手は、ボールを持った手を後ろに振って、そこから腕をしならせて投球する。この一連の動作は投球時の腕の角度により以下の4種類に分類される。
- オーバースロー - 投球時のリリースポイントが肩よりも上になり、グラウンドに対して垂直に近い腕の角度から投げ下ろす投法。
- スリークォーター - オーバースローとサイドスローの中間の角度から投げる投法。 ※米国ではオーバースローに纏められる事が多い。
- サイドスロー※和製英語。英語ではsidearmである。 - 投球時の腕の角度がグラウンドに対して水平、または水平に近い角度である投法。
- アンダースロー※和製英語。英語ではsubmarineである。 - 投球時の腕の角度がグラウンドに対して水平を下回る角度である投法。

また走者の盗塁を防ぐために、塁上に走者がいる場合に限り素早く投球動作を完了させるクイックモーションという投法を採用する投手もいる。
上記以外の変則的な投法として、メジャーリーグのカーター・キャップスは投球の際に軸足で更にステップする投げ方をしていたが、2017年のルール改正により不正投球とみなされるようになった。
投球動作の途中でボールを背中越しにリリースする背面投げは、トミー・バーンが1955年11月の日米野球や1956年3月のメジャーリーグベースボールのオープン戦で、小川健太郎が1969年6月の日本プロ野球の公式戦で、それぞれ用いたことがある。
背面投げが不正投球に当たるかについては見解が分かれており、トミー・バーンの時にはメジャーリーグの審判団が不正投球だとする統一見解を示し、小川健太郎の時には日本プロ野球のルール委員会が不正投球ではない正規の投球だと認定した。

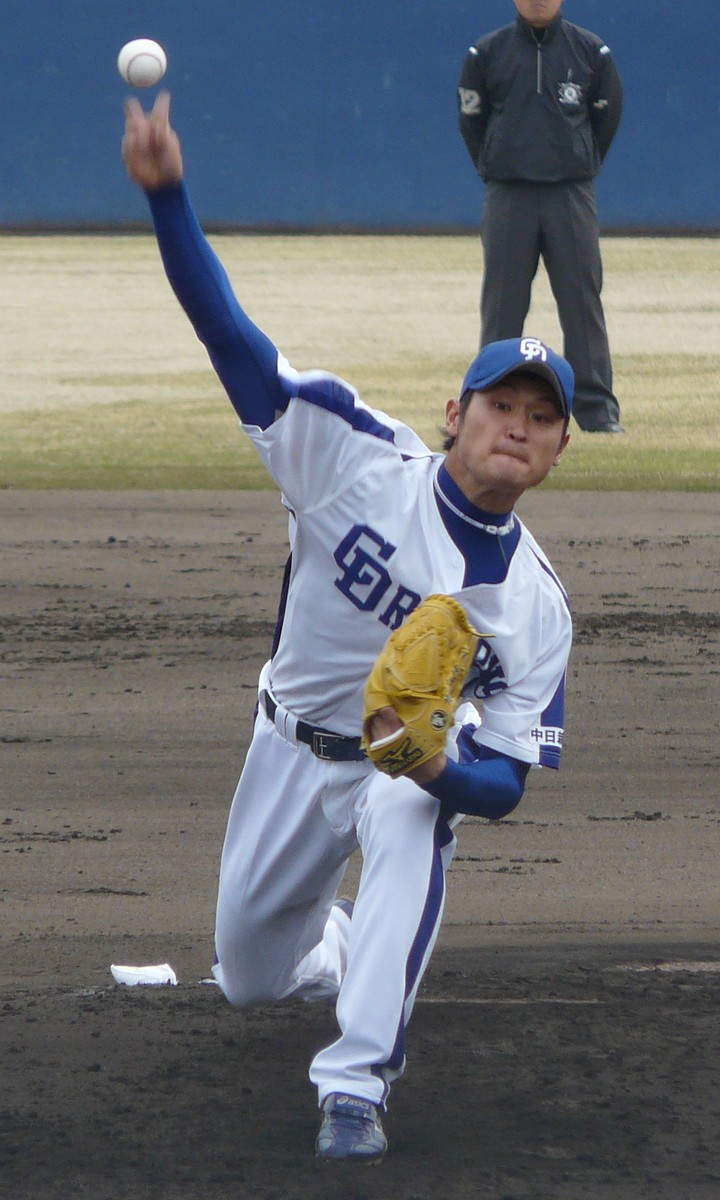
オーバースロー
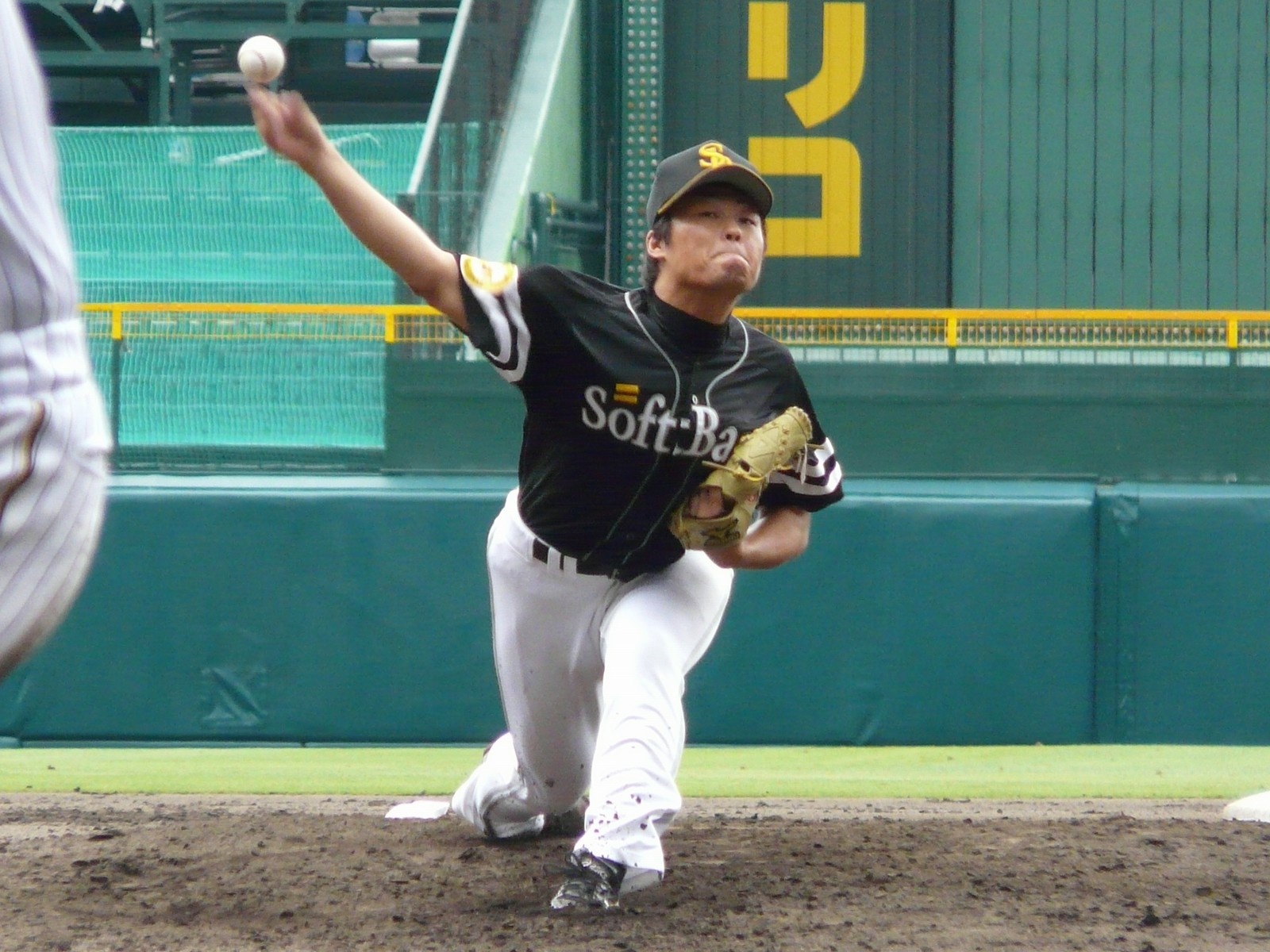
スリークォーター
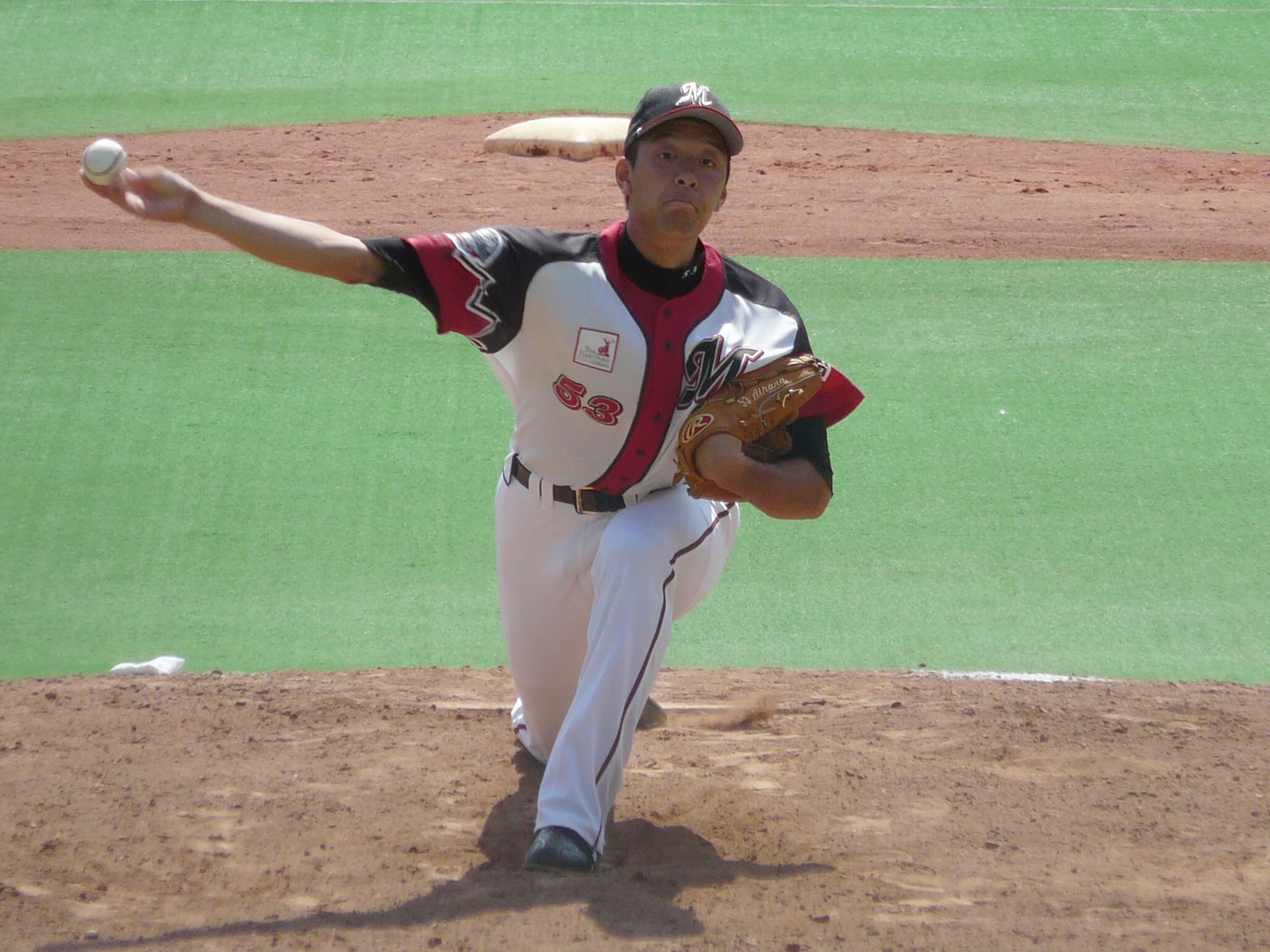
サイドスロー
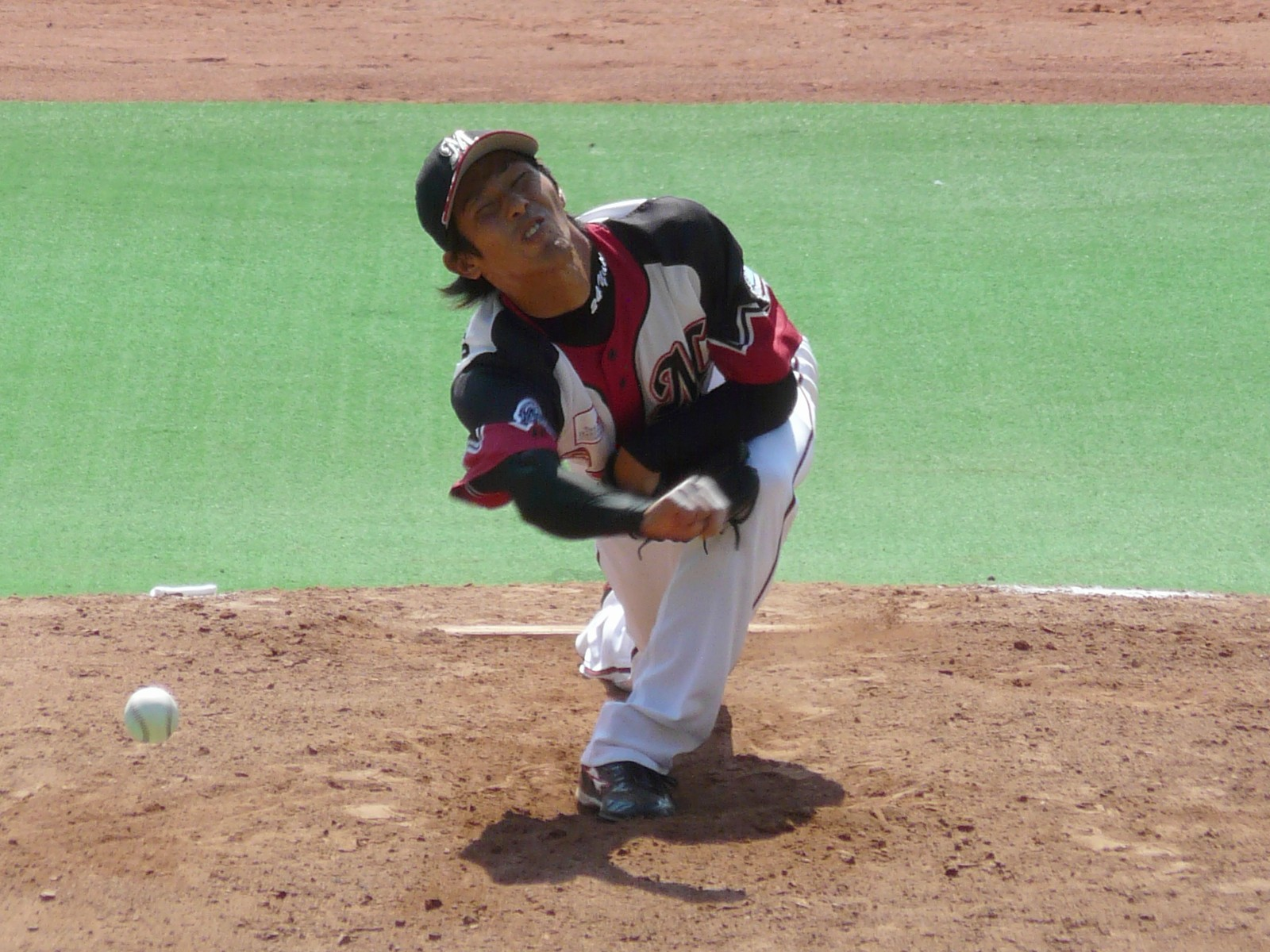
アンダースロー

## ソフトボールにおける概要
ソフトボールの投手は野球の投手とは異なり、下手投げでグラウンドに対して垂直な角度から投球する。そのため、腕の角度ではなく投球時に投手の腕が描く軌道によって以下のように分類される。
- スリングショット
- ウインドミル
- エイトフィギュア

ウィンドミル

## 個性的な投球フォームの呼び名
個性的な投球フォームにはしばしば「◯◯投法」とあだ名がつくことがある。以下は日本のプロ野球選手のもの。
- 村田兆治：マサカリ投法
- 野茂英雄：トルネード投法
- 村山実の投法は「ザトペック投法」と呼ばれたが、これは村山の投球スタイルが、「人間機関車」として知られた長距離走者エミール・ザトペックの走法を連想させるとして名づけられた呼び名であり、ここにいう「投法」とは異なった意味で用いられている。